# Хоффман, Ян
Ян Хоффман (нем. Jan Hoffmann; род. 26 октября 1955, Дрезден) — восточногерманский фигурист.
- двукратный чемпион мира (1974, 1980)
- четырёхкратный чемпион Европы (1974, 1977, 1978, 1979)
- девятикратный чемпион ГДР (с 1971 по 1980, исключая 1975).

## Биография

### Спортивная карьера
Первый тренер Хоффмана — Аннемари Хальбах (Annemarie Halbach), затем он тренировался у известного тренера Ютты Мюллер в знаменитом спортклубе СК Карл-Маркс-Штадт (SC Karl-Marx-Stadt). Уникально его участие в четырёх Олимпиадах (1968, 1972, 1976, 1980).
В 1968 дебютировал в 12-летнем возрасте, на чемпионате Европы и Олимпиаде. К 1972 г. вошёл в число лидеров мирового фигурного катания. В 1974 вторым в истории выполнил прыжок тройной лутц, став чемпионом мира. В 1975 получил травму, пропустил сезон 1974/75 и после операции мениска стал интересоваться медициной в спорте, впоследствии получив степень доктора в области ортопедии.
Добивался большого преимущества в обязательных фигурах, отличался атлетичными спортивными программами. Выполнял четыре тройных прыжка — лутц, риттбергер, тулуп и сальхов.
В марте 1976 Хоффман тренировал прыжки тройной аксель и четверной сальхов.
На Олимпиаде-80 имел большое преимущество после обязательных фигур перед англичанином Робином Казинсом, выполнил гораздо более сложную, чем он, произвольную программу с пятью тройными прыжками (против трех самых простых у Казинса), тем не менее судьи отдали первенство англичанину.

### После спорта
После окончания карьеры фигуриста Ян Хоффман стал врачом-ортопедом, у него частная практика в Радеберге под Дрезденом.
Кроме того, в 1990—2000-е годы играл видную роль в ИСУ, и сейчас является судьёй, в том числе главным арбитром (рефери) на чемпионатах мира и Европы. В 1994 и 1998 годах входил в судейскую бригаду на Олимпиадах — был арбитром на соревнованиях одиночниц.

Женат, имеет дочь.

## Спортивные результаты
| Соревнования/Сезон      | 1967-68 | 1968-69 | 1969-70 | 1970-71 | 1971-72 | 1972-73 | 1973-74 | 1974-75 | 1975-76 | 1976-77 | 1977-78 | 1978-79 | 1979-80 |
| ----------------------- | ------- | ------- | ------- | ------- | ------- | ------- | ------- | ------- | ------- | ------- | ------- | ------- | ------- |
| Зимние Олимпийские игры | 26      |         |         |         | 6       |         |         |         | 4       |         |         |         | 2       |
| Чемпионаты мира         |         |         | 10      | 4       | 6       | 3       | 1       |         | 3       | 2       | 2       | 3       | 1       |
| Чемпионаты Европы       |         |         | 9       | 4       |         | 3       | 1       |         | 3       | 1       | 1       | 1       | 2       |
| Чемпионаты ГДР          |         | 2       | 2       | 1       | 1       | 1       | 1       |         | 1       | 1       | 1       | 1       | 1       |